# Mario Zenari
Mario Zenari (n. Rosegaferro, Véneto, Italia, 5 de enero de 1946) es un arzobispo católico, diplomático y canonista italiano. Fue ordenado sacerdote en 1970 para la Diócesis de Verona.
Desde 1980 trabaja para el Servicio Diplomático de la Santa Sede, siendo nombrado como Observador y representante permanente en la ONU y demás instituciones. Durante estos años Nuncio Apostólico en países como  Costa de Marfil, Níger, Burkina Faso, Sri Lanka y desde 2008 en Siria. También es Arzobispo titular de la Sede de  Carnicum.
Fue creado cardenal por el papa Francisco en el consistorio ordinario celebrado el 19 de noviembre de 2016.

## Biografía
Nacido en Rosegaferro, barrio la localidad italiana de Villafranca di Verona, el día 5 de enero de 1946.
Cuando era joven descubrió su vocación religiosa y tomó la decisión de ingresar en el seminario diocesano, siendo ordenado sacerdote el 5 de julio de 1970, para la Diócesis de Verona y por el entonces obispo "monseñor" Giuseppe Carraro.
También es Licenciado en Derecho canónico por la Academia Pontificia Eclesiástica.
Al terminar sus estudios superiores, en 1980 entró como funcionario del Servicio Diplomático de la Santa Sede. Y durante esos años fue enviado a las misiones diplomáticas en Senegal, Liberia, Colombia, Alemania y Rumanía.
Tras unos años ejerciendo, el 15 de junio de 1995 fue elegido Observador Permanente de la Santa Sede ante la Organización de las Naciones Unidas (ONU) y la Organización de las Naciones Unidas para el Desarrollo Industrial (ONUDI), así como representante permanente ante el Organismo Internacional de Energía Atómica (OIEA) y la Organización para la Seguridad y la Cooperación en Europa (OSCE).
Ya el 12 de julio de 1999 ascendió al episcopado, cuando fue nombrado por el Papa Juan Pablo II como Obispo titular y más tarde se le elevó al rango de Arzobispo de la Sede de Carnicum y Nuncio Apostólico en Costa de Marfil y Níger.
Recibió la consagración episcopal el 24 de ese mismo mes, a manos del cardenal "monseñor" Angelo Sodano como principal consagrante y como co-consagrantes tuvo al entonces Obispo de Verona "monseñor" Flavio Roberto Carraro y al entonces Obispo titular de Roselle y Secretario de la Congregación para la Evangelización de los Pueblos "monseñor" Marcello Zago.
El mismo día de ser consagrado, también se le asignó la Nunciatura de Burkina Faso.
Posteriormente el 10 de mayo de 2004 fue nombrado Nuncio Apostólico en Sri Lanka, hasta actualmente que desde el 30 de diciembre de 2008 al haber sido nombrado por Benedicto XVI, lo es en Siria.

### Cardenal
Fue creado cardenal por el papa Francisco en el consistorio celebrado el 19 de noviembre de 2016, asignándole la Diaconía de Santa Maria delle Grazie alle Fornaci fuori Porta Cavalleggeri de la que tomó posesión el 25 de marzo de 2017.
El 11 de octubre de 2017 fue nombrado miembro de la Congregación para las Iglesias Orientales, siendo confirmado usque ad octogesimum annum aetatis et durante munere el 4 de octubre de 2022.